# Route Arthur Masson

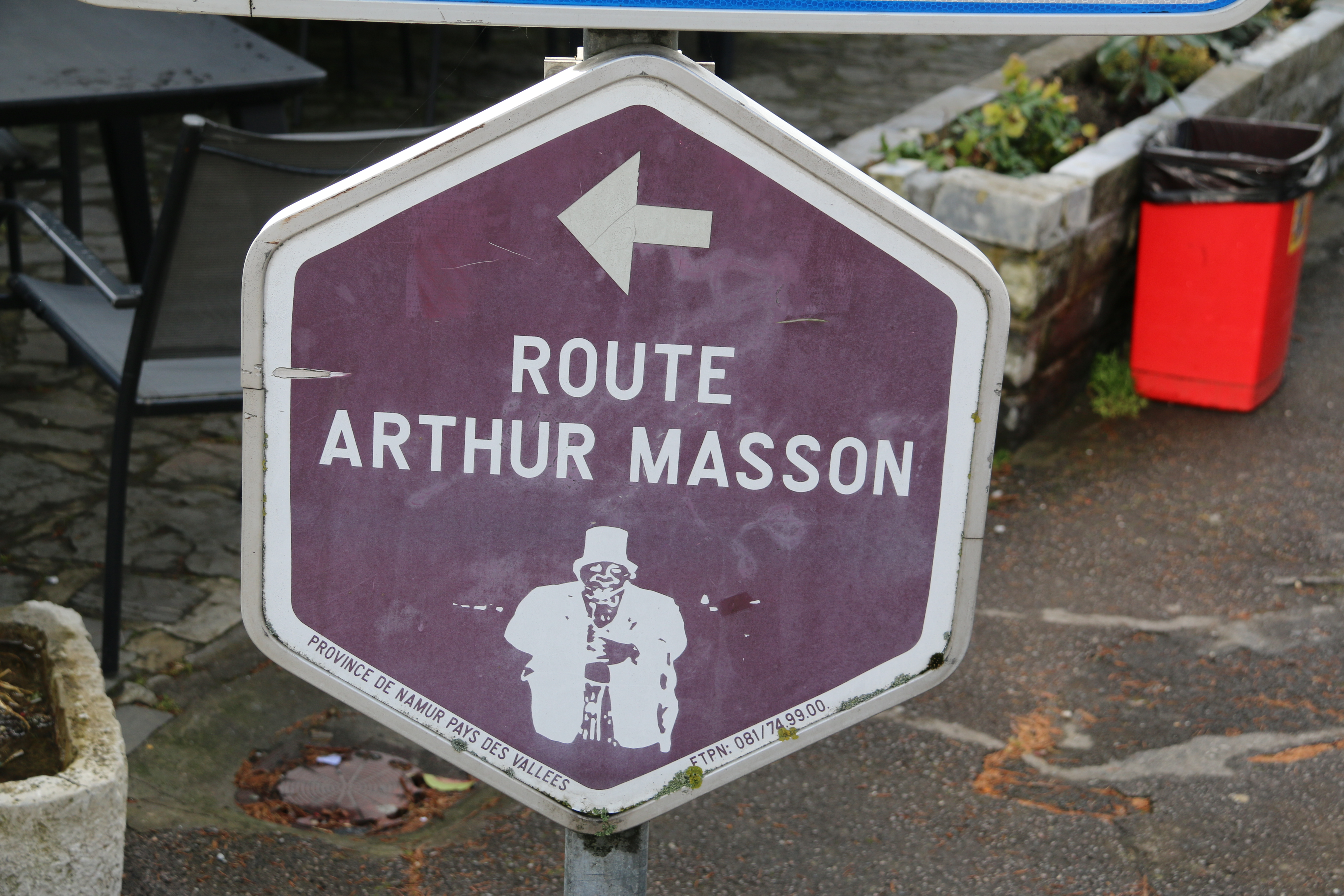

De Route Arthur Masson is een bewegwijzerde toeristische autoroute in Wallonië, die werd vernoemd naar de schrijver Arthur Masson. De 34 kilometer lange route is bewegwijzerd met zeshoekige bruine borden. De route loopt door de Calestienne langs Couvin, Mariembourg, Doische, Viroinval.